# Lavorazione Blake
La Lavorazione Blake è una tecnica per la realizzazione di calzature, in cui un'unica cucitura tiene unite la suola, la fodera, la tomaia e il sottopiede. La cucitura è eseguita mediante un'apposita macchina da cucire detta Blake.
È sempre possibile riconoscere le calzature lavorate con questa tecnica in quanto all'interno delle stesse è visibile la cucitura che attraversa il sottopiede.
Esiste un'altra tecnica che impiega la macchina da cucire Blake: la Lavorazione Blake-Rapid.

## Lavorazione Blake-Rapid
Questa lavorazione, di maggior pregio rispetto alla precedente, presenta due cuciture: una "a Blake" e una "a Rapid".
La prima serve per unire il sottopiede, la tomaia, la fodera e l'intersuola. La seconda unisce l'intersuola alla suola e si ottiene per mezzo della macchina da cucire Rapid. Questa macchina, che presenta aghi e lesine curve (mentre nella macchina da cucire Blake sono diritti), è normalmente utilizzata anche nella lavorazione Goodyear.